# 郑波 (物理学家)
郑波，物理学家，浙江大学物理系教授，研究方向为非平衡态统计物理、计算机模拟物理等。任《物理学报》编委，中华人民共和国教育部第四批"长江学者"特聘教授。